# Caloptilia orientalis
Caloptilia orientalis är en fjärilsart som beskrevs av Ermolaev 1979. Caloptilia orientalis ingår i släktet Caloptilia och familjen styltmalar. Inga underarter finns listade i Catalogue of Life.

## Bildgalleri

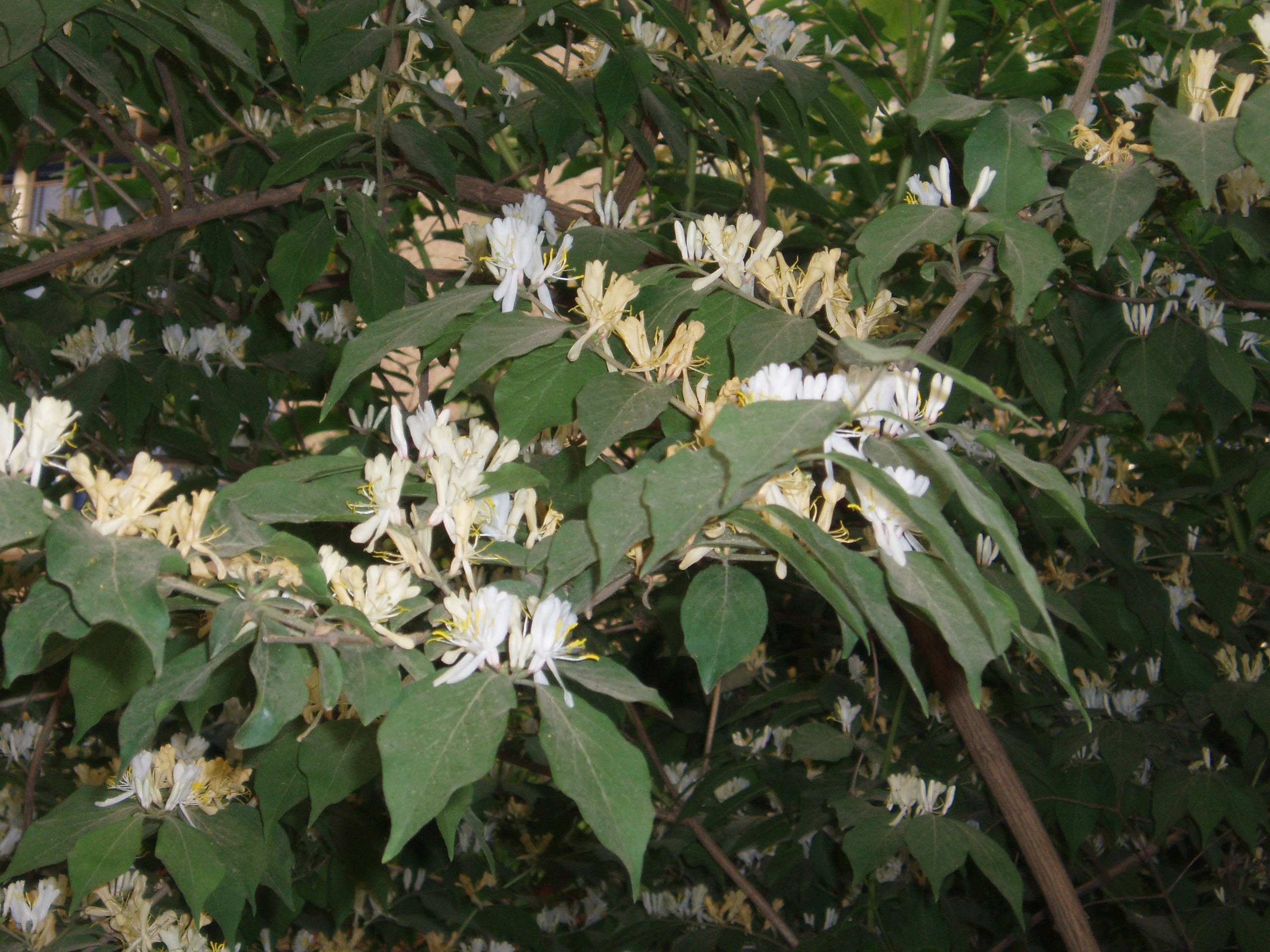